# Сукеник, Элеазар
Элеазар Липа Сукеник (ивр. אלעזר ליפא סוקניק‎, 12 августа 1889, Белосток, Гродненская губерния — 28 февраля 1953, Иерусалим) — израильский археолог и профессор Еврейского университета в Иерусалиме. Наиболее известен тем, что помог создать кафедру археологии в Еврейском университете и был одним из первых учёных, признавших возраст и важность свитков Мёртвого моря. Руководил раскопками Третьей стены древнего Иерусалима; был директором Музея еврейских древностей в Еврейском университете.

## Личная жизнь
Сукеник родился 12 августа 1889 года в городе Белостоке Гродненской губернии Российской империи (ныне — в Польше). В 1912 году иммигрировал в Палестину, находившуюся под властью Османской империи, где работал школьным учителем и экскурсоводом. Изучал археологию в Еврейской учительской семинарии в Иерусалиме. В 1923 году получил степень в Берлинском университете, а в 1926-м — докторскую степень в колледже Дропси в Филадельфии (США).
Служил в британской армии во время Первой мировой войны в 40-м батальоне Королевских стрелков, который стал известен как Еврейский легион.
Был женат на Хасии Сукеник. У них было трое сыновей: генерал, политик и археолог Игаэль Ядин, актёр Йоси Ядин (урождённый Йозеф Сукеник, 1920—2001) и Мати Сукеник, один из первых пилотов израильских ВВС, погибший в бою во время арабо-израильской войны 1948 года.
Элеазар Сукеник был братом фармацевта, жившего в Соединённых Штатах, который в 1950-х годах был осуждён за продажу амфетаминов без рецепта, и чей сын, Герберт Сукеник, был физиком, прожившим вторую половину своей жизни затворником в Нью-Йорке.
Элеазар Сукеник и его жена Хасия были похоронены на кладбище Сангедрия рядом с гробницами Синедриона, которые он исследовал. В отличие от других могил на кладбище, покрытых однородными известняковыми блоками, надгробия пары украшены уникальной резьбой и мотивами эпохи Второго храма. Сам Элеазар был атеистом.

## Карьера

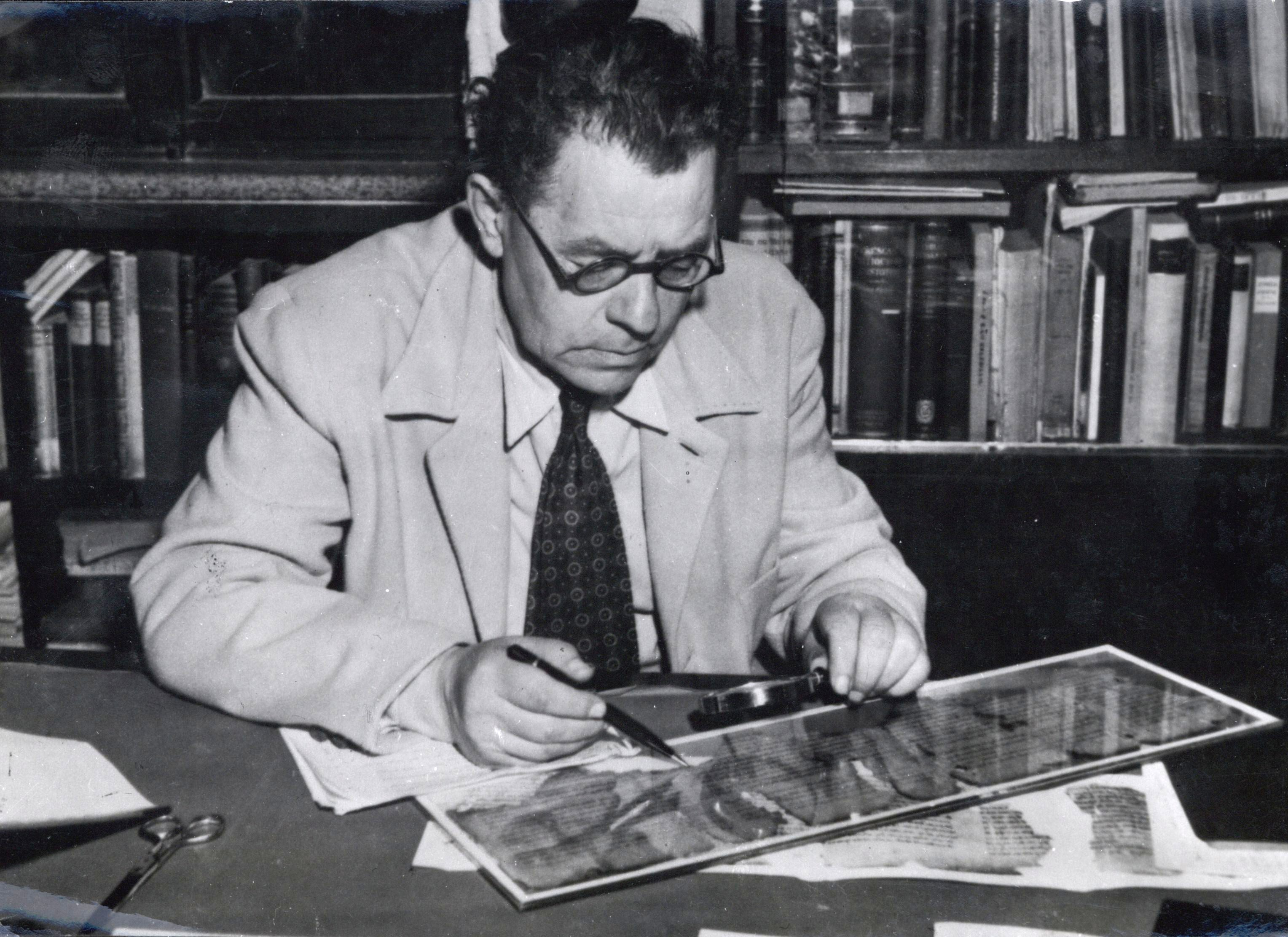
Элеазар Сукеник с одним из свитков Мёртвого моря

Помимо важных раскопок в Иерусалиме (включая «Третью стену» и многочисленные склепы-усыпальницы), Элеазар Сукеник сыграл центральную роль в создании кафедры археологии Еврейского университета. Он осознавал важность свитков Мёртвого моря для Государства Израиль и работал на правительство, чтобы выкупить их.
В 1941 году Сукеник обнаружил погребальную пещеру в Кедронской долине, содержащую оссуарий, принадлежавший «киринейцу» с надписью «Александр, сын Симона». Этот «Симон», возможно, является Симоном Киринеянином, упомянутым в Новом Завете, хотя его личность не может быть подтверждена с уверенностью.
В 1948 году Сукеник опубликовал статью, в которой предположил связь свитков и их содержания с общиной ессеев. Эта теория стала общепринятой интерпретацией происхождения свитков. Эта теория до сих пор является общепринятой среди учёных, хотя подвергалась критике и уточнениям со стороны учёного сообщества. В 1950 году за эту работу он получил премию Соломона Бублика Еврейского университета в Иерусалиме.

## Работы
- Ancient Synagogues in Palestine and Greece (Schweich Lectures[англ.] of the British Academy for 1930). London, 1934.
- The Third Wall of Jerusalem: An Account of Excavations. Jerusalem: University Press, 1930
- The Ancient Synagogue of Beth Alpha. An Account of the Excavations conducted on behalf of the Hebrew University, Jerusalem. Jerusalem: Oxford University Press: London, 1932.
- Samaria-Sebaste Reports of the Work of the Joint Expedition in 1931—1933, and of the British Expedition in 1935. London, 3 volumes 1938, 1942, 1957.

Как редактор
- The Dead Sea Scrolls of the Hebrew University. Magnes Press[англ.], Hebrew University: Jerusalem, 1955.